# Лешть (військовий округ)
Лешть (словац. Lešť) — військовий полігон округу Зволен, Банськобистрицький край, центральна Словаччина, регіон Подполяніє. Кадастрова площа — 145,59 км².
Населення 35 осіб (станом на 31 грудня 2017 року).

## Історія
Лешть згадується в 1573 році.

## Населення
| Рік:            | 1994. | 2004.    | 2014.    | 2024.    |
| --------------- | ----- | -------- | -------- | -------- |
| Кількість осіб: | 213   | 158      | 97       | 28       |
| Різниця:        |       | -25,82 % | -38,60 % | -71,13 % |

| Рік:            | 2023. | 2024.   |
| --------------- | ----- | ------- |
| Кількість осіб: | 27    | 28      |
| Різниця:        |       | +3,70 % |